# Démétrios d'Alopèce
Pour les articles homonymes, voir Démétrios.
Démétrios est un sculpteur bronzier athénien du IVe siècle av. J.-C.

## Notice Historique
Originaire d'Alopèce, il est reconnu pour le réalisme de ses portraits ; on lui doit une statue d'Athéna.